# Alex Strangelove
Alex Strangelove je americký hraný film společnosti Netflix z roku 2018, který režíroval Craig Johnson podle vlastního scénáře. Film popisuje nesnáze dospívajícího středoškoláka v lásce. Snímek měl světovou premiéru na Mezinárodním filmovém festivalu v San Franciscu 14. dubna 2018.

## Děj
Alex Truelove je středoškolák, který už od prváku kamarádí s Claire. Po dlouhém čase se jejich vztah změní, když Alex Claire políbí. Začnou spolu chodit, ale ani po osmi měsících spolu nemají sex. Alex proto objedná pokoj v hotelu. Mezitím Alex na jedné párty potká Elliotta a skamarádí se. Elliott se netají s tím, že je gay a Alex si začne klást otázky ohledně své vlastní sexuality. Jeho vztah s Claire se dostane do krize a pokus o první sex v hotelu dopadne katastrofálně. Alex se následně opije a sdělí jí, že je gay. Claire je zpočátku v šoku, ale přesto se rozhodne, že půjde na maturitní ples s Alexem. Tajně tam také pozve Elliotta, který je do Alexe zamilovaný.

## Obsazení
| Daniel Doheny       | Alex Truelove  |
| Antonio Marziale    | Elliott        |
| Madeline Weinstein  | Claire         |
| Daniel Zolghadri    | Dell           |
| Nik Dodani          | Blake          |
| Fred Hechinger      | Josh           |
| Annie Q.            | Sophie Hicks   |
| Ayden Mayeri        | Hilary         |
| Kathryn Erbe        | Helen          |
| Joanna P. Adler     | Holly Truelove |
| William Ragsdale    | Ron Truelove   |
| Isabella Amara      | Gretchen       |
| Sophie Faulkenberry | Sierra         |
| Dante Costabile     | Dakota         |